# کریم ساعی
کریم ساعی (۱۲۸۹ مشهد – ۴ دی ۱۳۳۱ تهران) بنیان‌گذار علوم منابع طبیعی در ایران، مؤسس رشته جنگلداری در ایران، پایه‌گذار سازمان جنگل‌ها، مراتع و آبخیزداری ایران و بانی ساخت بوستان ساعی و کاشت درختان خیابان ولیعصر بود. او نخستین کسی بود که برای جنگل‌کاری و توسعه فضای سبز تهران نقش مثبتی ایفا کرد. کریم ساعی در سال ۱۳۳۱ هنگام بازگشت از شیراز به تهران در اثر سانحه سقوط هواپیما کشته شد.

## زندگی‌نامه
کریم ساعی در سال ۱۲۸۹ خورشیدی در مشهد به دنیا آمد. تحصیلات ابتدایی و متوسطه خود را در زادگاهش به پایان رساند و وارد مدرسه عالی فلاحت دانشگاه تهران، واقع در کرج شد و در سال ۱۳۱۰ خورشیدی با درجه مهندسی فارغ‌التحصیل شد.
در فاصله سال‌های ۱۳۰۷ تا ۱۳۱۳ که محصلین ایرانی به خارج کشور اعزام می‌شدند، کریم ساعی نیز با مشخصات فردی «میرزا کریم‌خان ساعی، فرزند مرحوم علی‌اکبرخان، متولد ۱۲۸۹، نمره و محل صدور هویت ۲۱۵۰۵ - مشهد، معدل کل نمرات ۵/۲۲۸» با قبولی در چهارمین دوره اعزام محصلین به خارج از کشور برای مدت دو سال به مونپلیه در انستیتو اگرونومیک فرانسه رفت و با درجه ممتاز فارغ‌التحصیل شد.
به دلیل موفقیت‌های پی‌درپی در همان سال‌های تحصیل در فرانسه مجله روودوبوآ (به فرانسوی: Revue de bois) با چاپ عکس و زندگینامه‌اش، او را یکی از نوابغ و نوادر علمی معرفی کرد.
پس از آن ساعی به آمریکا اعزام شد و در سال ۱۳۱۶ فوق لیسانس خود در رشته آمار جنگل از دانشگاه برکلی کالیفرنیا گرفت.
پس از بازگشت به ایران در همان سال به خدمت اداره کل کشاورزی درآمد و نخستین تشکیلات جنگلبانی ایران را در واحدی به نام دایره جنگل با یک کارمند و یک میز و دو صندلی در اداره کل فلاحت تأسیس کرد. در سال ۱۳۱۷ ریاست دایره جنگل را به عهده گرفت و پس از آن موفق شد اداره جنگلبانی را در سال ۱۳۱۹ خورشیدی بنیان گذارد. 
اما به همین‌جا بسنده نکرد و گزارشی مبنی بر لزوم ایجاد تشکیلات جنگلبانی نوشت و آن را به وسیله شخصی به نام رام که رئیس کل وقت کشاورزی بود به اطلاع رضاشاه پهلوی رساند. در نیمه دوم سال ۱۳۲۰ خورشیدی اداره کل کشاورزی به وزارت کشاورزی و در سال ۱۳۲۱ خورشیدی اداره جنگلبانی به اداره کل جنگل‌ها تبدیل شد و سازمان منطقه‌ای جنگل‌بانی در گیلان، تنکابن، مازندران و گرگان زیر نظر روسای ادارات کشاورزی شروع به کار کرد.
در همان سال با همراهی جمعی از همکاران و یارانش، قوانین و مقررات جنگل را تدوین کرده، آن را به تصویب مجلس آن زمان رساندند. ریاست او بر اداره جنگلبانی دوام چندانی نداشت، زیرا سواستفاده‌کنندگان و غارتگران منابع طبیعی که از تدوین مقررات و قانون جنگل ناخشنود بودند او را با تشکیل پرونده‌ای روانه دیوان کیفری و از کار برکنار کردند.
در سال ۱۳۲۱ خورشیدی به پیشنهاد او و پشتیبانی احمدحسین عدل رئیس وقت دانشکده کشاورزی کرج، رشته جنگل را بنیان گذاشت و خود او به عنوان مدرس مشغول به تدریس این رشته در دانشگاه تهران شد. از سال ۱۳۲۴ پس از انتقال دانشکده کشاورزی از فلاحت به دانشگاه تهران، رشته جنگل توسعه بیشتری پیدا کرد.
او در سال ۱۳۲۵ در شورای دانشکده کشاورزی به همراه دکتر تقی بهرامی و منصور عطائی عضویت یافت و با عنوان استاد جنگل و مراتع به آموزش دانشجویان پرداخت. در آن سال اعضای هیئت علمی دانشکده کشاورزی بیست و هفت نفر بودند که در سال ۱۳۵۵ به ۱۲۳ نفر رسید.
سرانجام در روز پنجشنبه چهارم دی ۱۳۳۱ خورشیدی کریم ساعی در راه بازگشت از یک مأموریت پژوهشی از شیراز به تهران در اثر سانحه  سقوط هواپیمای دی‌سی-۳ شرکت هواپیمایی ایران نزدیک فرودگاه مهرآباد جان خود را از دست داد. در این سانحه بیست و چهار تن از سرنشینان هواپیما کشته شدند. 
این خبر را روزنامه کیهان در صفحه اول خود چاپ کرد. روزنامه اطلاعات نیز این حادثه را بزرگ‌ترین سانحه تاثرآور هواپیمایی در ایران نامید و در صفحه هفت خود پس از شرح مختصری از زندگی و خدمات کریم ساعی نوشت: تشییع جنازه شادروان مهندس کریم ساعی فردا، یکشنبه هفت دی ۱۳۳۱ ساعت نه صبح از مسجد مجد تا چهارراه پهلوی (ولیعصر) بر روی دوش و از آن جا با اتوبوس تا دانشکده کشاورزی کرج خواهد بود. بنا بر وصیت کریم ساعی، او را در دانشکده منابع طبیعی دانشگاه تهران به خاک سپردند.

## خدمات و افتخارات

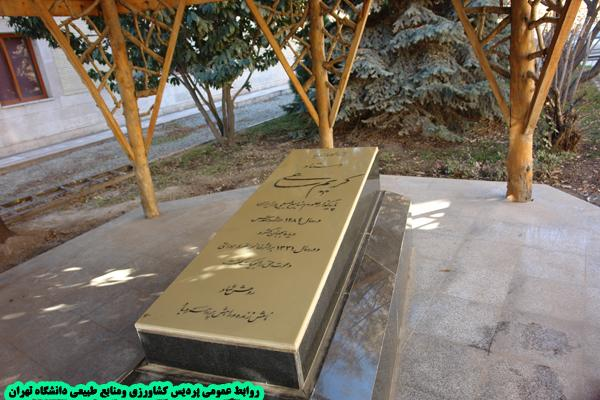
آرامگاه مهندس ساعی دانشکده منابع طبیعی دانشگاه تهران

کریم ساعی را «پدر جنگلبانی ایران» لقب داده‌اند. او در سال ۱۳۲۱ نشریه‌ای به نام «شمه‌ای دربارهٔ جنگل‌های ایران» منتشر کرد و در سال ۱۳۲۷ جلد اول و در سال ۱۳۲۹ جلد دوم کتاب جنگل‌شناسی را که اولین کتاب جنگل‌شناسی در ایران بود، منتشر کرد و اساس اطلاعات علمی جنگلبانان کشور را پی‌ریزی نمود. همچنین در پانزدهم آذر ۱۳۲۸ نشریه مخصوص کارکنان بنگاه جنگل‌ها را با عنوان خبرنامه بنگاه جنگل منتشر کرد که اولین نشریه ایرانی در زمینه منابع طبیعی بود. این نشریه با نام فصلنامه جنگل و مرتع به حیات خود ادامه می‌دهد.
در سال ۱۳۲۹ پارک ساعی تهران را به صورت یک پارک جنگلی بنا گذاشت. همچنین چنارهای سر به فلک کشیده خیابان ولیعصر از آثار ماندگار اوست. او معتقد بود تا چند سال آینده مناطق مسکونی و صنعتی توسعه پیدا می‌کنند و این درختان به منزله ریه‌های شهر آلوده، ایفای نقش خواهند کرد. او اولین کسی بود که به توسعه فضای سبز شهری در تهران پرداخت و به کشت گونه‌های عرعر، سرو، کاج، چنار در تهران و اطراف آن همت گماشت.
این ساعی بود که تدریس جنگل‌شناسی را برای اولین بار در دانشکده کشاورزی کرج آغاز کرد و خشت اولیه آزمایشگاه جنگل و چوب‌شناسی را بنا نهاد. او اولین فردی بود که برای شناسایی و طبقه‌بندی جنگل‌های ایران به سفرهای علمی مختلفی در سراسر نقاط کشور پرداخت و مساحت جنگل‌های ایران را در آن زمان ۱۸ میلیون هکتار ارزیابی کرد.
یکی دیگر از خدمات پر ارزش ساعی، سازماندهی اداره جنگلبانی کشور بود. او برای نخستین بار قانون جنگلبانی و جنگل‌داری را به تصویب رساند و توانست جنگل‌های ایران را از تاراج متجاوزان نجات دهد. پس از آن کلاس‌های تخصصی آموزش عالی جنگل را دایر کرد تا کادر متخصص در امور جنگلبانی و جنگل‌داری تربیت کند. او بانی جنگلبانی نوین ایران، پایه‌گذار جنگل‌ها و مراتع کشور است.

## دیگر منابع
- زنده‌یاد کریم ساعی ستاره‌ای درخشان بر تارک جنگلبانی ایران، علیرضا اسدی اتوبی، کیمیای سبز، سازمان جنگلها مراتع و آبخیزداری کشور، ۱۳۸۲
- بنگاه جنگل‌ها، کمیسیون انتشارات بنگاه جنگل‌ها، سالنامه ۱۳۲۹
- شناسایی عوامل تخریب جنگل‌های شمال ایران، سید محمد میرمحمدی، انتشارات گستره، ۱۳۸۲
- ترویج و آموزش کشاورزی و منابع طبیعی، ایرج ملک‌زاده
- روزنامه شرق ۵ دی ۱۳۸۵
- زندگینامه زنده‌یاد استاد کریم ساعی؛ بنیانگذار علوم منابع طبیعی و تشکیلات جنگلبانی در ایران
- در سال مرگ پدر جنگلبانی ایران؛ مراسم گرامی‌داشت «کریم ساعی» در سمنان برگزار شد